# Liste des évêques de Jaca
Ceci est une liste des évêques de Jaca, à la tête du diocèse de Jaca depuis sa création à aujourd’hui.

Carte du diocèse de Jaca et des autres diocèses d'Aragon.

## Liste des évêques

### Évêques de Jaca-Huesca
En 1063, le siège de l'évêché de Huesca, itinérant depuis la prise de la ville par les musulmans en 719, est définitivement fixé à Jaca :
- Sanche (1063-1075)
- García Ramírez (1076-1086)
- Pierre (1087-1096)

En 1096, à la suite de la reconquête de Huesca par le roi d'Aragon Pierre Ier, le siège de l'évêché retourne dans cette ville.

### Évêques de Jaca

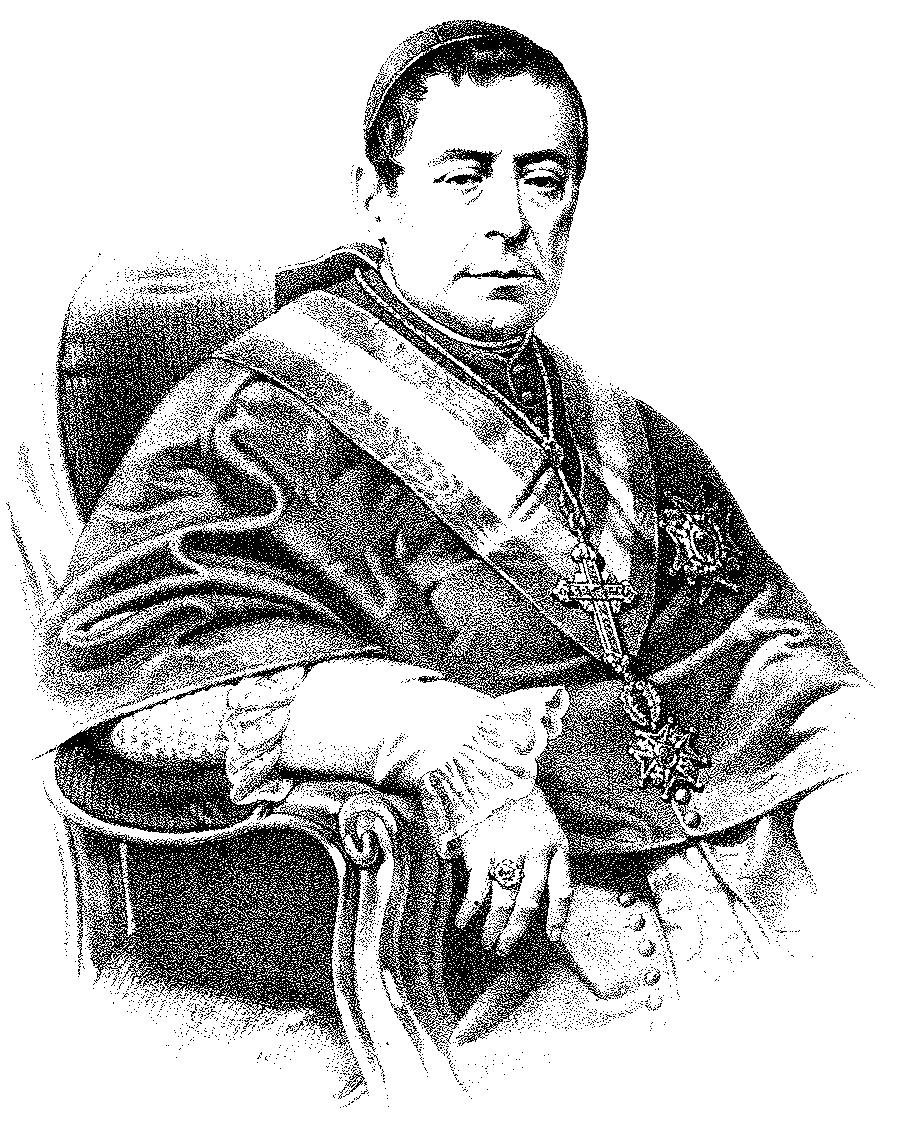
Mgr Miguel García Cuesta, évêque de Jaca de 1848 à 1851

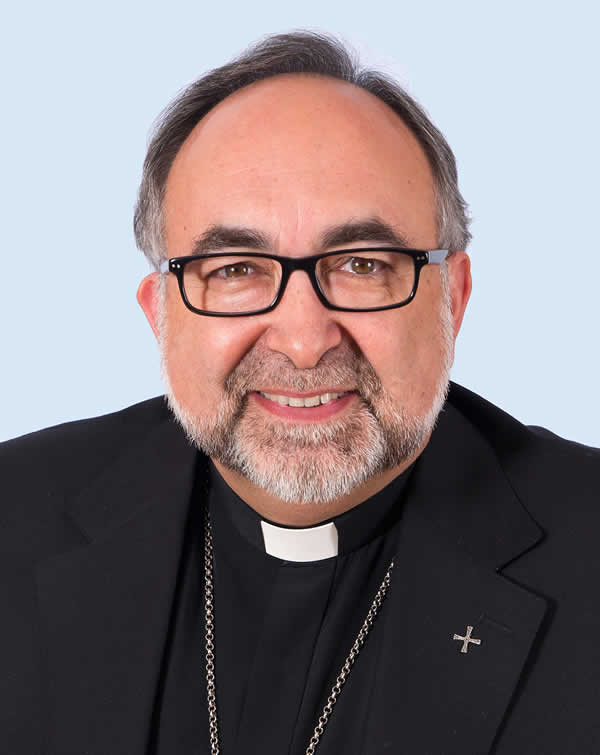
Jesús Sanz Montes, évêque de Jaca de 2003 à 2009.

En 1572, le diocèse de Jaca est recréé, séparé du diocèse de Huesca. Il devient suffragant de l'archevêché de Pampelune. 
- Pedro del Frago Garcés (1572-1577, nommé évêque de Huesca)
- Gaspar Juan de la Figuera (1578-1583, nommé évêque d'Albarracín)
- Pierre d'Aragon (1584-1592)
- Diego Monreal (1592-1594, nommé évêque de Huesca)
- Malaquías Asso, O. Cist. (1594-1606)
- Tomás Cortés de Sangüesa (1607-1614, nommé évêque de Teruel)
- Diego Ordóñez, O.F.M. (1614-1615, nommé évêque de Salamanque)
- Pedro Fernández Zorrilla (1615-1616, nommé évêque de Mondoñedo)
- Felipe Guimerá, O. de M. (1616-1617)
- Luis Díez de Aux y Armendáriz, O. Cist. (1617-1622, nommé évêque d'Urgell)
- Juan Estelrich (1622-1626)
- José Palafox Palafox (1627-1628)
- Alvaro Mendoza, O.F.M. (1628-1631)
- Vicente Domec (1631-1635, nommé évêque d'Albarracín)
- Mauro de Villarroel, O.S.B. (1635-1646)
- Juan Domingo Briz Trujillo (1647-1648)
- Jerónimo de Ipenza (1649-1652)
- Bartolomé de Fontcalda (1653-1671)
- Andrés Aznar (1671-1674)
- José de Santolaria (1673-1674)
- Bernardo Mateo Sánchez del Castellar (1677-1683)
- Miguel de Frías Espinei (1683-1704)
- Mateo Foncillas Mozárabe (1705-1717)
- Francisco Palanco, O.M. (1717-1720)
- Miguel Estela, O.M. (1721-1727)
- Antonio Alejandro Sarmiento Sotomayor, O.S.B. (1728-1728, nommé évêque de Mondoñedo)
- Pedro Espinosa de los Monteros, O.F.M. (1728-1733)
- Ramón Nogués (1734-1738)
- Juan Domingo Manzano Carvajal (1739-1750)
- Esteban Villanova Colomer (1751-1755, nommé évêque de Tarazona)
- Pascual López Estaún (1755-1776, nommé évêque de Huesca)
- Andrés Pérez Bermúdez, O.F.M. (1777-1779)
- Julián Gascueña Herráiz, O.F.M. (1780-1784, nommé évêque d'Ávila)
- José López Gil, O. Carm. (1785-1802)
- Lorenzo Algüero Ribera, O.S.M. (1802-1814, nommé évêque de Segorbe)
- Cristóbal Pérez Viala (1815-1822)
- Leonardo Santander Villavicencio (1824-1828, nommé évêque d'Astorga)
- Pedro Rodriguez Miranda, O. de M. (1829-1831)
- Manuel María Gómez de las Rivas (1831-1847, nommé archevêque de Saragosse)
- Miguel García Cuesta (1848-1851, nommé archevêque de Saint-Jacques-de-Compostelle)
- Juan José Biec Belio (1852-1856)
- Pedro Lucas Asensio Poves (1857-1870)
- Ramón Fernández y Lafita (1874-1890)
- José López Mendoza y García, O.S.A. (1891-1899, nommé évêque de Pampelune)
- Francisco Javier Valdés y Noriega, O.S.A. (1899-1904, nommé évêque de Salamanque)
- Antolín López y Peláez (1904-1913, nommé archevêque de Tarragone)
- Manuel de Castro y Alonso (1913-1920, nommé évêque de Ségovie)
- Francisco Frutos Valiente (1920-1925, nommé évêque de Salamanque)
- Juan Villar y Sanz (1926-1943, nommé évêque de Lérida)
- José María Bueno y Monreal (1945-1950, nommé évêque de Vitoria)
- Angel Hidalgo Ibáñez (1950-1978)
- Juan Angel Belda Dardiñá (1978-1983, nommé évêque de León)
- Rosendo Alvarez Gastón (1984-1989, nommé évêque d'Almería)
- José María Conget Arizaleta (1990-2001) 
  - Juan José Omella, administrateur apostolique (2001-2003)
- Jesús Sanz Montes, O.F.M. (2003-2009, nommé archevêque d'Oviedo)
  - Jesús Sanz Montes (es), administrateur apostolique (2009-2010)
- Julián Ruiz Martorell (es) (2010-2023)
  - Vicente Jiménez Zamora, administrateur apostolique (depuis 2024)
- Pedro Aguado Cuesta (es), depuis 2025

### Source
- (es) Cet article est partiellement ou en totalité issu de l’article de Wikipédia en espagnol intitulé « Anexo:Obispos de Jaca » (voir la liste des auteurs).